# Staro egipčansko kraljestvo
Staro egipčansko kraljestvo je obdobje v 3. tisočletju pr. n. št., v katerem je Stari Egipt dosegel svoj prvi vrh civilizacije v dolini Nila. Prvemu od treh tako imenovanih kraljestev, sta sledili Srednje in Novo kraljestvo. Izraz Staro kraljestvo so skovali zgodovinarji v 18. stoletju in ne stari Egipčani, da bi to obdobje razlikovali od zgodnjega dinastičnega obdobja. S prvima vladarjema Starega kraljestva ni bil povezan samo zadnji vladar iz zgodnjega dinastičnega obdobja, ampak tudi prestolnica, ki je ostala v Ineb-Hedgu – Memfisu. Glavni razlog za ločitev obeh zgodovinskih obdobij je revolucionarna sprememba v arhitekturi in gradnja velikih zgradb, katero sta pogojevala velik napredek v egipčanski družbi in gospodarstvu.
Za Staro kraljestvo se običajno šteje obdobje od tretje do šeste dinastije (2686–2181 pr. n. št.). Zaradi centralizirane oblasti, ki je ostala v Memfisu, številni egiptologi vanj vključujejo tudi sedmo in osmo dinastijo. Staro kraljestvo je bilo obdobje notranje varnosti in razcveta, kateremu je sledilo obdobje nesoglasij in kulturnega zastoja, tako imenovano prvo vmesno obdobje. V Starem kraljestvu je vladar Egipta, ki se do Novega kraljestva ni imenoval faraon, postal živ bog, ki je vladal kot absolutist in je lahko od svojih podložnikov zahteval usluge in premoženje.
Pod kraljem Djoserjem, prvim iz tretje dinastije, se je prestolnica preselila v Memfis, kjer je Djoser ustanovil svoj dvor. Med njegovo vladavino se je začelo novo obdobje gradenj v Sakari. Za razvoj zgradb iz kamna in koncept nove arhitekturne oblike, stopničaste piramide, je zaslužen Djoserjev arhitekt  Imhotep. Staro kraljestvo je verjetno najbolj znano prav zaradi številnih piramid, zgrajenih v tem obdobju, in se zato imenuje tudi »obdobje piramid«. 

## Tretja dinastija
Prvi kralj Starega kraljestva je bil Džoser, ki je vladal približno od leta 2691 do 2625 pr. n. št. V memfiški nekropoli v Sakari je dal zgraditi slavno Stopničasto piramido. Pomembna osebnost med njegovo vladavino je bil njegov vezir (minister) Imhotep.
V tem obdobju so se dotlej neodvisne staroegipčanske državice pretvorile v nome (province) pod kraljevo oblastjo. Njihovi vladarji so se morali sprijazniti z vlogo guvernerjev in pobiralcev davkov. Podložniki so v tem času svojega kralja častili kot boga in verjeli, da zagotavlja vsakoletne poplave Nila, življenjsko pomembne za njihove pridelke. Egipčani so na naravo gledali kot na vesolje, ki se obrača v ciklih, na kralja pa kot na osebo, ki zagotavlja stabilnost teh ciklov. Nase so gledali kot na izbrano ljudstvo.

## Četrta dinastija
Staro kraljestvo in moč njegovih faraonov sta dosegla vrh pod četrto dinastijo (2613–2494 pr. n. št.), ki se je začela s Sneferujem (2613–2589 pr. n. št.). Vladar je bolj kot kateri koli drug vladar za gradnjo uporabljal kamen. Zgradil je zdaj porušeno piramido v Medumu ter upognjeno in rdečo piramido v Dahšurju. Gradnja piramid svojega viška ni dosegla v Sakari, ampak med gradnjo Velikih piramid v Gizi.
Sneferuja je nasledil sin Kufu (Keops, 2589–2566 pr. n. št.), ki je zgradil Veliko piramido v Gizi. Po njegovi smrti sta se njegova sinova Džedefre (2566–2558 pr. n. št.) in  Kafre (2558–2532 pr. n. št.) verjetno sprla. Slednji je zgradil svojo piramido in po tradicionalnem mišljenju tudi sfingo v Gizi. Nedavne ponovne raziskave so egiptologa Vasila Dobreva privedle do zaključka, da je sfingo zgradil Djedefre kot spomenik svojemu očetu Kufuju. Po drugi teoriji naj bi bila sfinga delo Kafreja in samega Keopsa.
Med vladavino četrte dinastije sta bila vojna pohoda v Kanaan in Nubijo. Vpliv Egipta je segal na jug do sedanjega Sudana. Kasnejši kralji iz četrte dinastije so bili Menkaure (Mikerin, 2532–2504 pr. n. št.), ki je zgradil najmanjši piramido v Gizi, Šepseskaf (2504–2498 pr. n. št.) in morda Džedefptah (2498–2496 pr. n. št.).

## Peta dinastija
Peta dinastija (2494–2345 pr. n. št.)  se je začela z Userkafom (2494–2487 pr. n. št.). Zaznamovala jo je rast kulta sončnega boga Raja, kar je zmanjšalo zanimanje za gradnjo piramid in povečalo zanimanje z gradnjo sončnih templjev v Abusirju. Userkafa je nasledil sin Sahure (2487–2475 pr. n. št.), ki je vodil ekspedicijo v Punt. Po povratku ga je strmoglavil in nasledil Neferirkare Kakai (2475–2455 pr. n. št.), ki je bil Sahurejev sin ali brat. Kdorkoli je že bil, si je prilastil prestol na račun princa Netjerirenreja. Uzurpatorja sta nasledila dva nejasna kratko živeča vladarja Neferefre (2455–2453 pr. n. št.) in Šepseskare. Slednji je bil morda Sahurejev sin. Šepseskareja je odstavil Neferefrejev brat Njusere Ini (2445–2421 pr. n. št.).
Zadnji vladarji iz Pete dinastije so bili Menkauhor Kaiu (2421–2414 pr. n. št.), Džedkare Isesi (2414–2375 pr. n. št.) in Unas (2375–2345 pr. n. št.), ki je bil prvi vladar, ki je imel v piramidi napisano piramidno besedilo. 
Razširitev trgovanja na slonovino, kadila, na primer miro, zlato, baker in druge uporabne kovine je spodbudila Egipčane h gradnji ladij, primernih za plovbo na odprtem morju. Z Libanonom so začeli trgovati z dragocenim cedrovim lesom in pluli po Rdečem morju do kraljestva Punt, ki je bilo morda v sodobni Somaliji, kjer so kupovali ebenovino, slonovino in aromatične smole. Ladjedelci za spajanje delov ladij niso uporabljali klinov, rastlinskih trnov ali kovinskih skob, ampak so se zanašali na vrvi. Deske in nadgradnjo ladij so med seboj trdno povezovali z vrvmi.

## Šesta dinastija
Med vladavino šeste dinastije (2345–2181 pr. n. št.) je moč faraonov postopoma oslabela v korist močnih regionalnih guvernerjev – nomarhov. Slednji niso bili več člani vladarske družine in njihov položaj je postal deden. Na podeželju so se razvile lokalne dinastije, v veliki meri neodvisne od centralne vlade. Nadzor nad poplavami Nila je še vedno zahteval zelo veliko organiziranega dela, zlasti gradnja kanala do jezera Moeris okoli leta 2300  pr. n. št. Kanal je bil nekaj stoletij pred tem vir vode tudi za kompleks piramid v Gizi. 
Proti koncu izjemno dolge vladavine Pepija II. (2278–2184 pr. n. št.) proti koncu šeste dinastije so se začela notranja nesoglasja. Pepi je umrl dolgo potem, ko bi ga lahko nasledil kateri od njegovih zakonitih dedičev, kar je sprožilo nasledstvene spore in država je kmalu po njegovi smrti zabredla v državljansko vojno.
Končni udarec Staremu kraljestvu je zadalo obdobje suš v 22. stoletju pr. n. št. V obdobju od leta 2200 do 2150 pr. n. št. več let ni bilo vsakoletnih poplav Nila.
Propadu Starega kraljestva je ne gleda na vzrok sledilo več deset let lakote in notranjih spopadov. Bedno stanje v državi je opisano v grobnici nomarha iz zgodnjega prvega vmesnega obdobja v Anktifi.

## Kultura
Egipčansko Staro kraljestvo je bilo eno od najbolj dinamičnih obdobij v razvoju egipčanske umetnosti. V tem času so začeli umetniki širiti svojo kulturo tudi preko meja države, začeli slikati in razvili oblike, ki so trajale več generacij. Arhitekti in gradbeniki so dodelali vse potrebne tehnike za gradnjo monumentalnih kamnitih zgradb.
Kiparji so ustvarili najstarejše kipe posameznikov v naravni velikosti v lesu, bakru in kamnu. Do popolnosti se razvili rezbarjenje reliefnih dekoracij, izdelali podrobne kipe živali, rastlin in celo pokrajin in najpomembnejše elemente iz svojega sveta naslikali ali vklesali v zidove templjev in grobnic.
Slike in zgradbe so imele dve osnovni funkciji: ohraniti vzpostavljeni red in poraziti smrt z ohranitvijo življenja v naslednjem svetu. Egipčanski umetniki so sčasoma privzeli omejen nabor standardnih tipov in uzakonili uradni umetniški kanon, ki je definiral egipčansko umetnost za več kot 3000 let. Čeprav je bila večina njihovih umetniških dosežkov osredotočena na ohranitev življenja po smrti, so ustvarjali tudi eleganten nakit, rezljano in z vložki okrašeno pohištvo, posodice za kozmetiko in drugo iz zelo različnih materialov, kar jim je polepšalo vsakdanje življenje.